# Campionati del mondo di ciclismo su strada 2012 - Gara in linea maschile Junior
La gara in linea maschile Junior dei Campionati del mondo di ciclismo su strada 2012 fu corsa il 23 settembre 2012 nei Paesi Bassi, intorno a Valkenburg, su un percorso totale di 128,8 km. Lo sloveno Matej Mohorič vinse la gara con il tempo di 3h00'45".

## Squadre e corridori partecipanti
| N.      | Cod. | Squadra               |
| ------- | ---- | --------------------- |
| 1-6     | FRA  | Francia               |
| 7-12    | DEN  | Danimarca             |
| 13-18   | BEL  | Belgio                |
| 19-24   | NOR  | Norvegia              |
| 25-30   | GER  | Germania              |
| 31-36   | ITA  | Italia                |
| 37-39   | SWE  | Svezia                |
| 40-45   | USA  | Stati Uniti d'America |
| 46-51   | NED  | Paesi Bassi           |
| 52-56   | SLO  | Slovenia              |
| 57-62   | GBR  | Gran Bretagna         |
| 63-67   | RUS  | Russia                |
| 68-72   | KAZ  | Kazakistan            |
| 73-77   | AUT  | Austria               |
| 78-82   | SUI  | Svizzera              |
| 83-86   | JPN  | Giappone              |
| 87-90   | POL  | Polonia               |
| 91-94   | AUS  | Australia             |
| 95-97   | SVK  | Slovacchia            |
| 98-100  | SRB  | Serbia                |
| 101     | MEX  | Messico               |
| 102-104 | CAN  | Canada                |
| 105-107 | IRL  | Irlanda               |
| 108     | ECU  | Ecuador               |
| 109-110 | ARG  | Argentina             |
| 111     | HKG  | Hong Kong             |
| 112     | CZE  | Repubblica Ceca       |

| N.      | Cod. | Squadra       |
| ------- | ---- | ------------- |
| 113-115 | HUN  | Ungheria      |
| 116-118 | EST  | Estonia       |
| 119-120 | COL  | Colombia      |
| 121-123 | LUX  | Lussemburgo   |
| 124-126 | ESP  | Spagna        |
| 127-129 | NZL  | Nuova Zelanda |
| 130-131 | MAS  | Malesia       |
| 132     | SMR  | San Marino    |
| 133     | GRE  | Grecia        |
| 134-135 | MON  | Monaco        |
| 136-138 | LTU  | Lituania      |
| 139-140 | BRA  | Brasile       |
| 141-143 | MAR  | Marocco       |
| 144-146 | RSA  | Sudafrica     |
| 147-149 | UKR  | Ucraina       |
| 150     | LIB  | Libano        |
| 151     | CHI  | Cile          |
| 152-154 | ALG  | Algeria       |
| 155     | MDA  | Moldavia      |
| 156-158 | ISR  | Israele       |
| 159-161 | POR  | Portogallo    |
| 162-163 | TUN  | Tunisia       |
| 164-166 | BLR  | Bielorussia   |
| 167-168 | CRO  | Croazia       |
| 169     | FIN  | Finlandia     |
| 170-172 | LAT  | Lettonia      |
| 173-175 | TUR  | Turchia       |

## Ordine d'arrivo (Top 10)
| Pos. | Corridore            | Squadra       | Tempo    |
| ---- | -------------------- | ------------- | -------- |
| 1    | Matej Mohorič        | Slovenia      | 3h00'45" |
| 2    | Caleb Ewan           | Australia     | s.t.     |
| 3    | Josip Rumac          | Croazia       | s.t.     |
| 4    | Federico Zurlo       | Italia        | s.t.     |
| 5    | Jonathan Dibben      | Gran Bretagna | s.t.     |
| 6    | Kevin Deltombe       | Belgio        | s.t.     |
| 7    | Thomas Boudat        | Francia       | s.t.     |
| 8    | Tom Bohli            | Svizzera      | s.t.     |
| 9    | Mathieu van der Poel | Paesi Bassi   | s.t.     |
| 10   | Søren Kragh Andersen | Danimarca     | s.t.     |